# KTV 정책진단
KTV 정책진단은 KTV에서 매주 토요일에 방송했던 시사 토크 쇼 프로그램이다.

## 역사
2004년 11월 20일에 첫방송을 시작했으며, 원래는 아침 9시 20분에 방송됐으나, 2005년 3월 5일부터 아침 9시로 시간대를 앞당겨 방송하다가, 2005년 3월 26일 방송을 마지막으로 폐지되었다.

## MC
- 강치원 교수

## 역대 방송시간
| 방송 채널 | 방송 기간                          | 방송 시간                          |
| --------- | ---------------------------------- | ---------------------------------- |
| KTV       | 2004년 11월 20일 ~ 2005년 2월 26일 | 매주 토요일 아침 9:20 ~ 오전 11:00 |
| KTV       | 2005년 3월 5일 ~ 2005년 3월 26일   | 매주 토요일 아침 9:00 ~ 오전 10:40 |

## 결방 및 편성 변경
- 2005년 2월 둘째 주에는 설 특집으로 2월 8일 화요일에 밤 10시부터 밤 11시 40분까지 방송했다.
- 2005년 3월 12일에는 해당 시간대에 《KTV 중계실》 2005년 청와대 업무보고 - 건설교통부 편을 재방송한 관계로 결방했다.